# Rendez-moi ma fille (téléfilm, 2013)
Rendez-moi ma fille (A Mother's Rage) est un téléfilm américain réalisé par Oren Kaplan et diffusé le 6 avril 2013 sur Lifetime et en France le 9 septembre 2013 sur TF1.

## Synopsis
Rebecca Mayer conduit sa fille, Chloé, qui doit faire sa rentrée à l'université de Whiteley. Mais les événements ne vont pas se dérouler comme prévu car les apparences sont souvent trompeuses...

## Fiche technique
- Titre original : A Mother's Rage ou Road Trip
- Réalisation : Oren Kaplan
- Scénario : Alejandro Salomon, Shane Mathers, Ron Dobson et Frederick Cipoletti d'après une histoire de Shane Mathers
- Photographie : Jeff Dolen
- Musique : Sean Murray (en)
- Durée : 85 minutes
- Pays :  États-Unis

## Distribution
- Lori Loughlin (VF : Emmanuèle Bondeville) : Rebecca Mayer
- Kristen Dalton (VF : Dominique Vallée) : Emily Tobin
- Shaun Sipos (VF : Thierry D'Armor) : Calvin
- Jordan Hinson (VF : Michaud Maïa) : Conner Mayer
- Christopher Backus (en) : Kelly
- Alix Elizabeth Gitter : Molly Tobin
- Ted McGinley (VF : Richard Leroussel) : Stan
- Trevor St. John (VF : Arnaud Bedouet) : Inspecteur Roan
- Josh Daugherty (VF : Éric Marchal) : Brad Knowles
- Matt Corboy (en) : Adjoint Lance Jonson
- Jordan Woolley (en) : Patrouilleur Cooper
- Natalie Desselle-Reid (en) : Principal Davenport
- John Rubinstein (VF : Gérard Dessalles) : Docteur White
- Kara Luiz : Karen
- John Bonny : Employé du magasin
- Kane Ritchotte (VF : Christophe Desmottes) : Billy
- Alec George : Randy
- Sean Smith : Médecin légiste Stein
- Michael Adam Hamilton : Adjoint Willis
- Avi Rothman : Adjoint Wilson
- Miguel Angel Herrerias : Inspecteur Rodriguez
- Robert Anthony Jacobs : Officier Collins

 Source et légende : version française (VF) sur RS Doublage et selon le carton de doublage télévisuel.

## Accueil
Le téléfilm a été vu par 1,547 million de téléspectateurs lors de sa première diffusion.